# لي إينغليز
لي إينغليز هو لاعب هوكي الجليد كندي، ولد في 31 أغسطس 1947 في Latchford, Ontario ‏ في كندا.

## وصلات خارجية
- لي إينغليز على موقع HockeyDB.com (الإنجليزية)
- لي إينغليز على موقع Hockey-Reference.com (الإنجليزية)